# Барон Хейден-Гест
Барон Хейден-Гест из Салинга в графстве Эссекс — наследственный титул в системе Пэрства Соединённого королевства. Он был создан 2 февраля 1950 года для политика-лейбориста Лесли Хейдена-Геста (1877—1960). Ранее он представлял в Палате общин Северный Саутуарк (1923—1927) и Северный Ислингтон (1937—1950). Его третий сын, 4-й барон Хейден-Гест (1913—1996), который сменил своего сводного брата в 1987 году, в течение многих лет работал в Организации Объединенных Наций (ООН).
С 1996 года обладателем титула является его сын, Кристофер Хейден-Гест, 5-й барон Хейден-Гест (род. 1948), который сменил своего отца в 1996 году. Кристофер Гест — кинорежиссер, писатель, актёр и музыкант, женат на актрисе Джейми Ли Кертис (род. 1958).

## Бароны Хейден-Гест (1950)

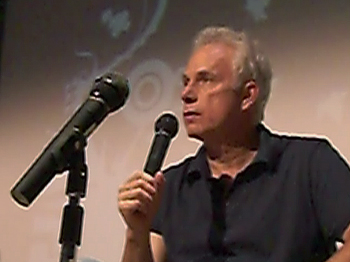
Кристофер Хейден-Гест, 5-й барон Хейден-Гест (род. 1948)

- 1950—1960: Лесли Хейден Хейден-Гест, 1-й барон Хейден-Гест (10 марта 1877 — 20 августа 1960), сын доктора Александра Хейдена-Геста[1]
- 1960—1974: Стивен Хейден Хейден-Гест, 2-й барон Хейден-Гест (7 июня 1902 — 21 декабря 1974), старший сын предыдущего от первого брака[2]
- 1974—1987: Ричард Хейден Хейден-Гест, 3-й барон Хейден-Гест (20 июля 1904 — 26 мая 1987), младший брат предыдущего[3]
- 1987—1996: Питер Хейден-Гест, 4-й барон Хейден-Гест (29 августа 1913 — 8 апреля 1996), младший сын 1-го барона Хейдена-Геста от второго брака, сводный брат предыдущего[4]
- 1996 — настоящее время: Кристофер Хейден-Гест, 5-й барон Хейден-Гест (род. 5 февраля 1948), старший сын предыдущего[5].

Энтони Хейден-Гест (род. 1937), старший сводный брат 5-го барона, был рожден вне брака и, следовательно, не находится в линии наследования. Поскольку дети 5-го барона также не находятся в линии наследования, то наследником является младший брат нынешнего барона, достопочтенный Николас Хейден-Гест (род. 5 мая 1955).